# Stefano Cazzaro
Stefano Cazzaro (Venezia, 25 settembre 1953) è un ex arbitro di pallacanestro italiano.
Designatore arbitrale e membro della commissione tecnica europea, dal 2012 fa parte dell'Italia Basket Hall of Fame.

## Biografia
La pallacanestro è lo sport di famiglia: la mamma Rina Zane è stata da prima campionessa italiana con la Reyer Venezia nel 1947 e successivamente dirigente di una società di pallacanestro locale, assieme al marito.
Laureato presso la facoltà di Economia e Commercio dell'università Ca' Foscari di Venezia, al termine degli studi intraprende la carriera come dirigente bancario.

### Carriera sportiva
A 7 anni viene iscritto alle leve della Reyer Venezia, squadra dove rimarrà a giocare fino ai 18 anni.
All'età di 16 anni ha seguito il corso per mini-arbitri mentre il 18 gennaio 1970 dirige la sua prima partita ufficiale al Lido di Venezia, tra Lambretta e  PSC Julia.
Viene promosso: nel 1973 in serie D; nel 1975 in serie C; nel 1977 in serie B; nel 1982 in serie A.
Il suo debutto nella massima serie avviene domenica 8 ottobre del 1982 dove dirige la gara tra Italcable Perugia e Rapident Livorno, in coppia con il veneziano Paolo Zanon, ritenuto da Cazzaro “il suo più grande maestro”.
Ha arbitrato tra serie A1 e A2 per 22 anni, collezionando 596 partite con 99 gare di playoff e 9 finali scudetto.

### Carriera internazionale
Nel 1986 ad Atene viene promosso arbitro internazionale. Nel settembre dello stesso anno la designazione d'esordio a Ginevra, dove dirige gara di Coppa delle Coppe Champel Ginevra – Spartak Sofia.
Principali Designazioni FIBA
- Finale FIBA coppa Saporta – Ginevra 1991
- Torneo di qualificazione Olimpica  – Portland 1992
- Semifinale Giochi olimpici – Barcelona 1992
- Campionati mondiali U22 maschile - Valladolid 1993
- Final Four Euroclub – Tel Aviv 1994
- Final Four Euroclub – Zaragoza 1995
- Campionati Europei maschili – Atene 1995
- Finale coppa Intercontinentale - Atene 1996
- Finale coppa Korac – Bursa 1997
- Campionati mondiali maschili -  Atene 1998
- Torneo di qualificazione Olimpica – Porto Rico 1999
- Campionati europei maschili – Francia 1999
- Final Four Euroclub – Salonicco 2000
- Campionati mondiali maschili - Indianapolis 2002
- Finale ULEB Cup – Charleroi 2005
- Finale Four Eurolega – Mosca 2005

A causa di una norma che poneva il limite di età a 50 anni, termina la sua carriera italiana nel 2004 con la designazione nella serie finale tra Montepaschi Siena e Fortitudo Bologna.
A livello internazionale arbitrerà un'ulteriore stagione che si concluderà con la partecipazione alle Final Four di Eurolega a Mosca e la successiva designazione alla finale tra Maccabi Tel Aviv e TAU Vitoria.

### Dirigente arbitrale

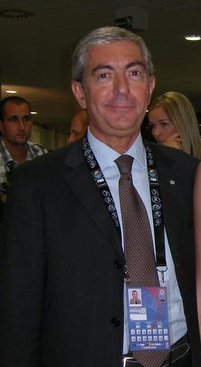
Cazzaro in una immagine recente

Conclusa la carriera sul campo, oltre ad una costante collaborazione con il GAP Venezia, ha intrapreso l'attività di dirigente del settore arbitrale:
- Nel 2005 viene nominato Commissario Arbitri sia per FIBA che per ULEB
- Dal 2005 al 2007 Vice Presidente del Comitato Italiano Arbitri e osservatore delle Leghe professionistiche
- Nel 2007 diventa membro della Commissione Tecnica Europea

Dal 2009 al 2012 ricopre il ruolo di consulente per le designazioni arbitrali della Lega Due. Nella stagione 2012-2013 ha ricoperto, insieme a Sergio Borroni, anch'egli Commissioner FIBA ed ex arbitro di serie A, l'incarico di valutatore degli arbitri di Legadue. Dalla stagione 2013-14 si occupa degli arbitri di serie C della sua regione, alla ricerca di nuovi talenti arbitrali.

## Premi e riconoscimenti
- Premio Reverberi 1991/92
- Premio Martiradonna 1992
- Premio Anaib 1993
- Oscar del Basket 1994
- Miglior arbitro per USAP 2003
- Premio Fair Play del Panathlon nel 2005 e 2018
- Arbitro d'onore della FIP - Federazione Italiana Pallacanestro
- Arbitro d'onore della FIBA